# Barbus kerstenii
Barbus kerstenii es una especie de peces de la familia de los Cyprinidae en el orden de los Cypriniformes.

## Morfología
Los machos pueden llegar alcanzar los 9 cm de longitud total.

## Hábitat
Es un pez de agua dulce.

## Distribución geográfica
Se encuentran en África, en el río Okavango, en el curso superior del río Zambeze y en África Central y  Oriental (incluyendo el lago Victoria). 